# 冷言
冷言（1979年—），推理小說作家，生於台灣台北市，現居台灣高雄市。受到綾辻行人《殺人十角館》影響而開始創作，曾言「我能夠做的事只有默默寫作，絞盡腦汁寫一些或許會被讀者喜歡的推理小說」，致力普及本格推理。
亦為首任台灣推理作家協會理事長（2012－2015）。

## 經歷
- 2000年 - 6月，短篇小說〈偷臉〉刊載於推理雜誌188期。
- 2003年 - 投稿短篇小說〈空屋〉參加第1屆人狼城推理文學獎（現今的台灣推理作家協會徵文獎），獲讀者票選第一名。
- 2004年 - 投稿短篇小說〈風吹來的屍體〉參加第2屆人狼城推理文學獎（現今的台灣推理作家協會徵文獎）。
- 2006年 - 首部單行本《風吹來的屍體》（短篇集）由明日工作室出版。
- 2008年 - 首部長篇小說《上帝禁區》由白象文化出版（已絕版）。此作曾投稿第6屆皇冠大眾小說獎，入圍複選。
- 2011年 - 長篇小說《反向演化》入圍第2屆皇冠島田莊司推理小說獎決選。
- 2012年 - 獲選為社團法人台灣推理作家協會理事長。

## 作品列表

### 長篇
- （2005年），第6屆皇冠大眾小說獎複選入圍作（白象文化，2008年1月，已絕版；2011年北京出版社推出簡體中文版；博識，2021年9月）
- （2006年）（馥林文化，2009年2月，2012年北京出版社推出簡體中文版）
- （2011年）（皇冠文化，2011年9月，第2屆皇冠島田莊司推理小說獎決選入圍作）
- （2015年）（尖端出版，2015年1月，2014年打狗鳳邑文學獎小說組優選獎＆高雄獎得獎作，第3屆皇冠島田莊司推理小說獎複選入圍作）

### 中篇
- 零下十七℃（1999年），投稿第3屆時報文學百萬小說獎，未出版

### 短篇
- 偷臉（1999年），刊載於推理雜誌188期
- 租屋啟示（2000年）
- 你不乖（2001年）
- 空屋（2002年），投稿第1屆人狼城推理文學獎，收錄在《風吹來的屍體》（明日工作室，2006年4月）
- 風吹來的屍體（2003年），第2屆人狼城推理文學獎，收錄在《風吹來的屍體》（明日工作室，2006年4月）
- 找頭的屍體（2004年4月），發表於《野葡萄文學誌》第8期，後收錄在《台灣推理作家協會傑作選1》（自費出版，2008年4月）
- 複製胎（2005年），投稿第4屆倪匡科幻獎
- 請勿挖掘（2006年），為了參加尖端浮文誌徵文獎而寫，風格稍有不同。收錄在《請勿挖掘 ―郝仁古董檔案1》（明日工作室，2008年3月）
- 牆中的女人（2008年），收錄在《請勿挖掘 ―郝仁古董檔案1》（明日工作室，2008年3月）
- 蝶（2009年8月），發表於誠品站專欄，與奔跑的蛋電影製作團隊合作的原著作品
- 人間蒸發事務所（2017）

### 極短篇
- 布～仔日記－汝即真兇（2007月），發表於台灣推理夢工廠
- 布～仔日記－藏葉於林（2007月），發表於台灣推理夢工廠
- 布～仔日記－無頭屍體（2007月），發表於台灣推理夢工廠

### 合著
- 冷言; 林哲璋; 陳郁如; 跳舞鯨魚; 李鼎. . 聚光文創. 2020. ISBN 9789869810876.

## 外部連結
- 冷言禁區
- 台灣推理作家協會
- 台灣推理夢工廠（页面存档备份，存于）
- 誠品站－駐站作家：台灣推理作家協會（页面存档备份，存于）